# Bandikutec kalubu
Bandikutec kalubu (Echymipera kalubu) je druh vačnatce z čeledi bandikutovití.

## Popis
Bandikutec kalubu se vyskytuje v Nové Guineji a na okolních ostrovech. Jeho délka je 20 až 50 cm. Jeho hmotnost je přibližně 500 až 1 500 g. Je převážně hmyzožravý velikosti potkana až králíka. Přes den se skrývá v dutých kmenech, hromadách listí nebo v norách, které si vyhrabal.